# Sant Pere de Pals
Sant Pere de Pals és una obra de Pals (Baix Empordà) inclosa a l'Inventari del Patrimoni Arquitectònic de Catalunya.

## Descripció
És una església gòtica d'una nau amb capçalera poligonal, que incorpora alguns escassos elements del temple anterior, romànic.
És coberta enterament amb volta de creueria, a la nau dividida en tres crugies per arcs torals apuntats; hi ha un cor, també amb volta de creueria, i capelles laterals gòtiques més tardanes. Les claus de volta i les impostes són esculpides. A l'absis hi ha tres grans finestrals gòtics. Al frontis hi ha una rosassa amb decoració calada, gòtica, però la portada és d'època posterior, barroca popular: frontó corbat, pinacles amb boles ornamentals i fornícula amb una imatge de pedra del patró, amb abillament papal, de caràcter molt popular.
El campanar, quadrat i amb arcades de mig punt, sobre l'angle nord-oest de l'edifici i un terrabastall alçat sobre la volta són afegitons tardans. El ràfec de la teulada presenta decoració pintada. L'església és construïda amb carreus ben escairats, de gres.

## Història
L'any 1202 Gilabert de Cruïlles prestà homenatge al bisbe de Girona per la parròquia de "Sancti Petri de Pals". El 1222 Ermessenda de Peratallada reconeixia tenir el delme d'aquesta parròquia per la Seu de Girona.
L'any 1478 el rei Joan II, en una lletra adreça als consellers de Pals, concedia permís per aprofitar les pedres del castell, que era molt ruïnós, amb la fi d'obrar, reparar i cobrir l'església de Sant Pere de Pals.